# 2015 في قطر
فيما يلي قوائم الأحداث التي وقعت خلال عام 2015 في قطر.

## أحداث
- 3 فبراير – طواف قطر للنساء 2015

## رياضة
- 29 مارس – جائزة قطر الكبرى للدراجات النارية 2015

## أفلام
من الأفلام التي صدرت هذه السنة في قطر:
- 19 مايو – موستانغ من إخراج دينيز غامزي إرغوفين.